# IK Stanstad
IK Stanstad är en innebandyklubb från Staffanstorp i Skåne. Idrottsklubben Stanstad bildades 8 augusti 1993 genom en sammanslagning av Staffanstorps IBK, IBK Viking och Kyrkbyns IBK. Föreningsnamnet kommer från ett då pågående ombyggnadsprojekt av Staffanstorps centrum. Klubben har ca 500 medlemmar fördelat över ett flertal lag både på flick- och pojksidan. Representationslagen och juniorlagen spelar i djupblå tröja, svarta shorts och svarta strumpor, medan pojk- och flicklagen spelar i vit tröja, blå shorts och blå strumpor.
2005/2006 spelade herrlaget i den näst högsta förbundsserien.
Föreningens herrlag spelade 2006/2007 i div 2 södra Götaland och damlaget spelade 2006/2007 i div 3 södra Skåne. Herrarna slutade på en andra plats efter Landskrona Falcons vilket ledde till kvalspel för avancemang uppåt. Efter två förluster mot Pixbo Wallenstam IBF tillbringades även nästa säsong i samma serie. Även damerna nådde kvalplats och efter två tuffa matcher mot Kristianstad säkrade man spel i div 2 nästa säsong.
Stanstads herrlag (IBK Stanstad) kom efter säsongen 2006/2007 att flytta in till Malmö och hade en uttalad vision att tillsammans med Stor-Malmös andra innebandyklubbar (däribland Backalirarna) skapa ett sydskånskt elitserielag inom 5 år. I och med flytten ändrades namnet till Malmö FBC. Den tilltänkta spelplatsen var Baltiska hallen.
Stanstads U-lag (IK Stanstad) blev under 2007/2008 således nytt representationslag för Stanstad och kom att spela i div 3 Skåne. Både Stanstads dam- och herrlag spelade säsongen 2014/2015 i division 2, efter att damlaget kvalade sig upp från division 3 och herrlaget åkte ur division 1 föregående säsong. 2008/2009 kvalificerade sig herrlaget sig till division 2 efter kval mot Tvååkers IBK.
År 2023 deltog delar av IK Stanstads herrlag i Veteran-SM 35 i Uppsala. Det var idel vinster i grundspelet ändå fram till finalen, där de tog SM-silver.

## Historia

Logotyp - 1993

1990 bildades IBK Viking och Staffanstorps IBK. 1992 bildades ytterligare en innebandyförening i Staffanstorp, Kyrkbyns IBK. Under vintern 1993 blev situationen med tre konkurrerande innebandyklubbar i orten ohållbar. Följden blev att Kyrkbyns IBK beslutade sig för att slå sig samman med IBK Viking och senare under våren tog även Staffanstorps IBK initiativet att kontakta IBK Viking om en eventuell sammanslagning.
Efter långa diskussioner bildades det som senare skulle komma att växa till Skånes största innebandyförening, IK Stanstad. Föreningens födelsedatum blev den 8 augusti 1993. Namnet, som skulle vara neutralt, togs från det då pågående ombyggnadsprojektet för Staffanstorps centrum - projekt Stanstad.

### IBK Viking
Klubben grundades 1990 av Krister Åkesson, Daniel Ollhage och Magnus Nilsson. 

### Staffanstorps IBK
Klubben grundades 1990 av Martin Petersson, David Nilsson och Mikael Borgström

### Kyrkbyns IBK
Klubben grundades 1992 av bröderna Nicklas Nilsson och Johan Nilsson.

## SSL/Elitserie och landslagsspelare
Spelare fostrade i klubben som representerat SSL/Elitserien och landslag:

### Herrar
- Daniel Bååth (U19 )
- Ted Åkerberg (FC Helsingborg, IBF Falun)
- Christian Persson (Södertälje IBK)
- Marcus Gullstrand (FC Helsingborg, Landslaget )
- Peter Persson (FC Helsingborg)
- Arnar Bachmann (Landslaget )
- Magnus Anderberg (FC Helsingborg, U19, Landslaget )
- Patrik Nordgren (FC Helsingborg)
- Linus Nordgren (FC Helsingborg, U19, Landslaget )
- Tobias Nilsson (FC Helsingborg, U19 )
- Robin Crantz (FC Helsingborg)

### Damer
- Madeléne Konstenius (U19 )
- Veronica Persson (FBC Engelholm, U19 )
- Anna Nilsson (IBK Lund Elit)
- Elin Johansson (IBK Lund Elit)
- Johanna Nilsson (Malmö FBC)
- Marlene Lennartsson (Malmö FBC)
- Johanna Olsson (Malmö FBC)
- Elin Johansson (Malmö FBC)
- Lovisa Webrant (U15 )

## Turneringar/Cuper
Klubben har en lång tradition av att delta i en årlig turnering/cup. Deltagandet har skett enligt följande tabell: 
| Namn            | Ort      | Årtal |
| --------------- | -------- | ----- |
| Buster Cup      | Mora     | 1994  |
| Örebrocupen     | Örebro   | 1995  |
| Gothia Cup      | Göteborg | 1996  |
| Gothia Cup      | Göteborg | 1997  |
| Dumleslaget     | Göteborg | 1998  |
| Viking Line Cup | Falun    | 1999  |
| Göteborg Cup    | Göteborg | 2000  |
| Mölndal Cup     | Göteborg | 2001  |
| Viking Line Cup | Falun    | 2002  |
| Göteborg Cup    | Göteborg | 2003  |
| Viking Line Cup | Falun    | 2004  |
| Göteborg Cup    | Göteborg | 2005  |
| Gothia Cup      | Göteborg | 2006  |
| Gothia Cup      | Göteborg | 2007  |
| Gothia Cup      | Göteborg | 2012  |
| Gothia Cup      | Göteborg | 2013  |
| Czech Open      | Prag     | 2014  |
| Gothia Cup      | Göteborg | 2015  |
| Czech Open      | Prag     | 2016  |
| Gothia Cup      | Göteborg | 2023  |

## Meriter
Klubben har 6 SM-medaljer fördelat enligt följande:
🥇SM-Guld: HJ20 (2001), HJ18 (2001), H35 (2025)
🥈SM-Silver: HJ18 (1999), F16 (2000), P16 (2005), H35 (2023) 
Stanstad har även haft framgångar i världens största innebandycup, Gothia Cup. 1996 vann IK Stanstads P-15 Gothia Cup. År 2007 tog sig F16 till en finalplats och juniorlaget en semifinalplats. År 2012 tog Stanstad guld i F12-klassen, även år 2013 tog samma lag guld fast då i F13-klassen. År 2014 nådde Stanstad semifinalplats i klasserna F14 och F15. År 2016 tog F16 sig till final men förlorade på straffar. 

## Spelare med flest år i klubben
Licenshistorik för spelare med flest antal helårs-licenser i klubben. 
| Namn             | Antal år | Status   |
| ---------------- | -------- | -------- |
| Martin Nilsson   | 28       | Ej Aktiv |
| Pierre Svensson  | 25       | Aktiv    |
| Andreas Malmberg | 24       | Ej Aktiv |
| Timmy Magnusson  | 24       | Aktiv    |
| Pontus Alm       | 24       | Aktiv    |
| Atte Bachmann    | 22       | Ej Aktiv |
| Nina Ollhage     | 23       | Aktiv    |
| Hampus Enulf     | 21       | Ej Aktiv |
| Henrik Lind      | 21       | Aktiv    |
| Martin Ollhage   | 20       | Ej aktiv |